# 查恩
查恩是C·S·路易斯所著奇幻小說《納尼亞傳奇》中的虛構城市，出現在《魔法師的外甥》中。這裡是女巫賈迪絲的誕生地，她後來摧毀了這座城市及其所在的世界內所有生命。在狄哥里與波莉來到這裡時，所見到的查恩是個死氣沉沉、毫無生命跡象的世界。

## 歷史
賈迪絲形容查恩是「偉大的城市，萬王之王的城市」。查恩一直被一個黯淡的太陽所照耀著。其中的建築物有著寺廟、尖塔、宮殿、金字塔和橋樑，皇宮內的肖像廳安放著歷代國王與女王的人像，早年的查恩統治者面孔是善良高貴的，但越往後的統治者面孔卻越來越惡毒與絕望。
當年，賈迪絲與姊姊產生衝突，雙方展開了征戰，最後賈迪絲的軍隊戰敗，但她隨即說出了「可嘆字」，將這個世界除她自己外的所有生物全部殺死。隨後賈迪絲施了一道符咒讓自己在肖像廳內沉睡千年。
來自我們世界的兒童狄哥里·寇克與波莉·普朗摩透過安德魯舅舅研發的魔法戒指，輾轉來到了查恩。狄哥里在皇宮內出於好奇心而敲響了金鐘，因而喚醒沉睡的賈迪絲。賈迪絲帶孩子們離開宮殿，狄哥里與波莉用魔法戒指逃離查恩，但不慎將賈迪絲也帶離。
後來，獅王亞斯藍在界中林對狄哥里與波莉說：查恩帝國的世界已「宣告結束，彷彿從不曾存在。讓亞當和夏娃的後裔對此引以為戒」。被帶到納尼亞世界的賈迪絲在納尼亞紀元900年征服納尼亞，統治該世界一百年，即為《獅子·女巫·魔衣櫥》中的白女巫，直至佩文西家的孩子推翻她的統治為止。

## 分析
查恩（Charn）的名字暗指著納骨屋（charnel house）:138。毀滅查恩世界所有生命的「可嘆字」可能是對現實中大規模殺傷性武器的隱喻，在路易斯撰寫小說時，許多人擔心這種武器會毀滅世界:163。